# 威廉·姆庫洛姆吉瓦
威廉·奧古斯塔·姆庫洛姆吉瓦（William Augustao Mgimwa，1950年1月20日－2014年1月1日）是坦尚尼亞革命黨政治家，在2010年至2014年擔任卡倫加選區國會議員，他還在2012年至2014年擔任坦尚尼亞財政部部長。

## 外部連結
- YouTube上的Mgimwa's speech at the HHA Ministerial Conference in Tunisia